# Баркаловы
Баркаловы — старинный русский дворянский род.
Происходит от боярского сына Даниила Минаевича Баркалова, верстанного поместьем в 1679 году. Леонтий Родионович Баркалов, по документам московского архива министерства юстиции, владел поместьем в Бежецком уезде ещё в 1622 году.

## Описание герба
Щит разделён на четыре части, из коих, в первой в красном поле находится стоящий на задних лапах лев с саблею. Во второй в голубом поле крестообразно положены серебряные шпага и стрела. В третьей в голубом же поле крестообразно означены серебряные ключ и бердыш. В четвёртной части в красном поле между четырёх серебряных шестиугольных звезд, изображён золотой крест и под ним серебряный полумесяц, рогами вниз обращённый.
Щит увенчан дворянскими шлемом и короной. Нашлемник: три страусовых пера. Намёт на щите красный, подложенный золотом. Герб рода Баркаловых (Беркаловых) внесён в Часть 6 Общего гербовника дворянских родов Всероссийской империи, стр. 113.